# Ahmed Suhail
Ahmed Suhail al-Hamawende (arabisch أحمد سهيل صابر علي الحموندي, DMG Aḥmad Suhail Ṣābir ʿAlī al-Ḥamawandī; * 8. Februar 1999 in Bagdad, Irak) ist ein katarisch-bahrainischer Fußballspieler. Er ist auf dem Spielfeld im Mittelfeld beheimatet und führt diese Rolle dort als offensiv aus.

## Karriere

### Verein
Er startete seine Jugend bei al-Sadd und wechselte im November 2017 von der dortigen Reserve-Mannschaft fest in den Kader der ersten Mannschaft. Sein erstes Spiel in der Qatar Stars League für die Mannschaft hatte er dann am 8. Spieltag der Saison 2017/18 bei einem 4:1-Sieg über den Umm-Salal SC. Von Anfang an konnte er so einige Einsätze für bei seiner Mannschaft sammeln. Nachdem er in der Folgesaison dann erst einmal nicht mehr zu Einsätzen gekommen war, wurde er im Dezember 2018 zu al-Ahli für den Rest der laufenden Spielzeit verliehen. Danach wurde er gleich direkt weiterverliehen zum al-Wakrah SC, wo er nochmal eine Saison verbrachte. Nachdem er in der Runde 2020/21 schließlich wieder für seinen Stammklub zum Einsatz gekommen war, wurde er für die Saison 2021/22 nochmal an den al-Arabi SC verliehen.
Mit al-Sadd gewann er jeweils zwei Mal die Meisterschaft und den Emir of Qatar Cup.

### Nationalmannschaft
Mit der U20 nahm er an der U19-Asienmeisterschaft 2018 teil, wo er in vier Partien eingesetzt wurde. Bei der U20-Weltmeisterschaft 2019 kam er anschließend in jedem Gruppenspiel zum Einsatz und führte zudem in der letzten Partie seine Mannschaft als Kapitän aufs Feld.
Danach war er auch bei der U23 aktiv und nahm mit diesen an der U23-Asienmeisterschaft 2020 sowie der U23-Asienmeisterschaft 2022 teil.
Seinen ersten und Einsatz im Dress der katarischen A-Nationalmannschaft, hatte er am 30. März 2021 bei einem 1:1 gegen Irland, wo er in der 82. Minute für Abdulaziz Hatem eingewechselt wurde. Danach kam er nochmal am 4. Juli 2021 bei einem 1:0-Freundschaftsspielsieg über El Salvador zum Einsatz. Hier wurde er zur 96. Minute für Tarek Salman eingewechselt. Später wurde er für den Kader beim CONCACAF Gold Cup 2021 nominiert. Erhielt jedoch hier keinen weiteren Einsatz.